# 吉宜
吉 宜（きち の よろし）は、奈良時代の貴族・医師。氏姓は吉（無姓）のち吉田連。子に古麻呂がいる。官位は正五位下・典薬頭。

## 出自
吉氏（吉田連）は孝昭天皇の子孫である彦国葺命の後裔とされる、和邇氏族の皇別氏族。崇神朝にて彦国葺の孫の塩垂津彦命が任那の三己汶に派遣されるが、当地では宰のことを吉と称していたことから、子孫は吉姓を名乗った。天智朝で、塩垂津の八世孫の達率・吉大尚と弟の少尚が再び日本に渡来し医術を伝えたという。

## 経歴
元は僧で恵俊を名乗るが、文武天皇4年（700年）医術に優れることを理由に還俗して吉宜の氏名を与えられ、務広肆に叙せられる。和銅7年（714年）正六位下から二階昇進して従五位下に叙爵する。
のち、従五位上に昇叙され、養老5年（721年）官人の中から学業に優れ模範とすべき者に対して褒賞が行われた際、医術に優れるとして秦朝元らと共に宜の名が挙げられ、絁10疋・絹糸10絇・麻布20端・鍬20口を与えられている。
聖武朝に入り、神亀元年（724年）大和国の田村里に居住していたことに因み、一族の智首と共に吉（無姓）から吉田連に改姓する。天平2年（730年）には学業を後進に教授するために、3人の弟子を取って医術を勉強させるように命ぜられた。のち、天平5年（733年）図書頭、天平10年（738年）典薬頭を歴任し、天平9年（737年）には正五位下に至る。
没年は不詳だが、『懐風藻』によれば享年70とされる。

## 官歴
『続日本紀』による。
- 文武天皇4年（700年） 8月20日：還俗、務広肆
- 時期不詳：正六位下
- 和銅7年（714年） 正月5日：従五位下
- 時期不詳：従五位上
- 養老5年（721年） 正月27日：賜絁10疋・絹糸10絇・麻布20端・鍬20口
- 神亀元年（724年） 5月13日：吉（無姓）から吉田連に改姓
- 天平5年（733年） 12月27日：図書頭
- 天平9年（737年） 9月28日：正五位下
- 天平10年（738年） 閏7月7日：典薬頭

## 和歌
大宰府に赴任している大伴旅人に宛てた天平2年7月10日付の書簡に添えられた和歌作品4首が『万葉集』に採られている。
- 後れ居て 長恋せずは 御園生の 梅の花にも ならましものを[5]
- 君を待つ 松浦の浦の 娘子らは 常世の国の 海人娘子かも[6]
- はろはろに 思ほゆるかも 白雲の 千重に隔てる 筑紫の国は[7]
- 君が行き 日長くなりぬ 奈良道なる 山斎の木立も 神さびにけり[8]

## 漢詩
『懐風藻』に、長屋王の邸宅で新羅の客を饗応した際と、吉野行幸に同行した際に作成した漢詩作品が収録されている。